# Monodelphis scalops
Monodelphis scalops är en pungdjursart som först beskrevs av Oldfield Thomas 1888. Monodelphis scalops ingår i släktet pungnäbbmöss och familjen pungråttor. IUCN kategoriserar arten globalt som livskraftig. Inga underarter finns listade.
Pungdjuret förekommer i sydöstra Brasilien och angränsande delar av Argentina. Arten vistas på marken i skogar.